# بيل روبنسون (مصمم أزياء)
بيل روبنسون (بالإنجليزية: Bill Robinson)‏ هو مصمم أزياء أمريكي، ولد في 1948، وتوفي في 16 ديسمبر 1993.